# Barbara Henneberger
Barbara-Maria Henneberger, detta Barbi (Oberstaufen, 4 ottobre 1940 – Celerina, 12 aprile 1964), è stata una sciatrice alpina tedesca che gareggiò per la nazionale tedesca occidentale e, agli VIII Giochi olimpici invernali di Squaw Valley 1960 e ai IX di Innsbruck 1964, per la Squadra Unificata Tedesca.

## Biografia

### Stagioni 1957-1962
Sciatrice polivalente, Barbara Henneberger debuttò in campo internazionale in occasione dell'Otto Linher Memorial 1957 (Zürs, 7 aprile), dove si classificò 2ª nello slalom gigante; nel 1958 vinse la classifica generale delle Drei-Gipfel-Rennen (Arosa, 21-23 marzo), piazzandosi 1ª e 2ª nei sue slalom giganti che componevano il torneo, e nel 1959 fu 2ª nello slalom speciale delle SDS-Rennen (Grindelwald, 7-9 gennaio). Agli VIII Giochi olimpici invernali di Squaw Valley 1960 (19-27 febbraio), suo esordio olimpico e iridato, vinse la medaglia di bronzo nello slalom speciale e nella combinata (gara disputata in sede olimpica ma valida solo ai fini dei Mondiali 1960) e si classificò 11ª nella discesa libera e 15ª nello slalom gigante; nel prosieguo di quella stagione 1959-1960 si piazzò 2ª nello slalom speciale del trofeo Arlberg-Kandahar (Sestriere, 1-3 aprile) e 3ª nello slalom gigante dell'Otto Linher Memorial (Zürs, 10 aprile).
Nella successiva stagione 1960-1961 fu 3ª nella discesa libera del Criterium de la première neige (Val-d'Isère, 16-18 dicembre) e 3ª nello slalom gigante e nella combinata delle SDS-Rennen (Grindelwald, 10-13 gennaio). Nella stagione 1961-1962 si classificò 3ª nello slalom gigante del Criterium de la première neige (Val-d'Isère, 14-17 dicembre) e 2ª nella discesa libera e 3ª nella combinata delle Silberkrugrennen (Badgastein, 17-19 gennaio); ai successivi Mondiali di Chamonix 1962 (10-18 febbraio) si piazzò 4ª nella discesa libera, 13ª nello slalom gigante, 5ª nello slalom speciale e 4ª nella combinata e in chiusura di stagione fu 2ª nel Gornergrat Derby di Zermatt (18 marzo).

### Stagioni 1963-1964
Nella stagione 1962-1963 vinse lo slalom gigante del Criterium de la première neige (Val-d'Isère, 12-16 dicembre), dove si classificò anche 2ª nello slalom speciale e nella combinata, e la discesa libera, lo slalom speciale e la combinata delle SDS-Rennen (Grindelwald, 8-11 gennaio); alle Goldschlüsselrennen (Schruns, 14-17 gennaio) si piazzò 3ª nello slalom speciale, alle gare pre-olimpiche di Innsbruck (Axamer Lizum, 15-17 febbraio) fu 2ª nella discesa libera, all'Arlberg-Kandahar (Chamonix, 8-10 marzo) si classificò 2ª sia nello slalom speciale sia nella combinata, alla Harriman Cup (Sun Valley, 29-31 marzo) vinse lo slalom gigante e si piazzò 2ª nella discesa libera e agli US Open (Alyeska, 4-6 aprile) vinse la discesa libera, lo slalom speciale e la combinata e fu 2ª nello slalom gigante.
Ai IX Giochi olimpici invernali di Innsbruck 1964 (29 gennaio-9 febbraio), sua ultima presenza olimpica e iridata, si classificò 5ª nella discesa libera, 7ª nello slalom gigante, 10ª nello slalom speciale e 5ª nella combinata (disputata in sede olimpica ma valida solo ai fini dei Mondiali 1964); nel prosieguo della stagione si piazzò 3ª nello slalom speciale e nella combinata dell'Arlberg-Kandahar (Garmisch-Partenkirchen, 14-16 febbraio) e 3ª in entrambi gli slalom speciali del trofeo Zlata lisica (Maribor, 29 febbraio-1 marzo), sue ultime gare in carriera poiché dopo il termine della stagione fu coinvolta nell'incidente nel quale perse la vita assieme allo statunitense Buddy Werner: i due furono travolti da una valanga il 12 aprile a Celerina durante le riprese del film Skifaszinationen, diretto dal suo fidanzato Willy Bogner.

## Palmarès

### Olimpiadi
- 1 medaglia, valida anche ai fini dei Campionati mondiali:
  - 1 bronzo (slalom speciale a Squaw Valley 1960)

### Mondiali
- 1 medaglia, oltre a quella conquistata in sede olimpica e valida anche ai fini dei Campionati mondiali:
  - 1 bronzo (combinata a Squaw Valley 1960)

### Universiadi
- 4 medaglie[21]:
  - 3 ori (discesa libera, slalom gigante, combinata a Villars-sur-Ollon 1962)
  - 1 argento (slalom speciale a Villars-sur-Ollon 1962)

### Classiche
Criterium de la première neige
- 1 vittoria (slalom gigante a Val-d'Isère 1962)

Drei-Gipfel-Rennen
- 2 vittorie (generale, slalom gigante ad Arosa 1958)

Harriman Cup
- 1 vittoria (slalom gigante a Sun Valley 1963)

SDS-Rennen
- 3 vittorie (discesa libera, slalom speciale, combinata a Grindelwald 1963)

### Campionati tedeschi
- 7 ori (combinata nel 1960; discesa libera, slalom gigante, combinata nel 1962; discesa libera, slalom gigante nel 1963; slalom speciale nel 1964)[22]

## Riconoscimenti

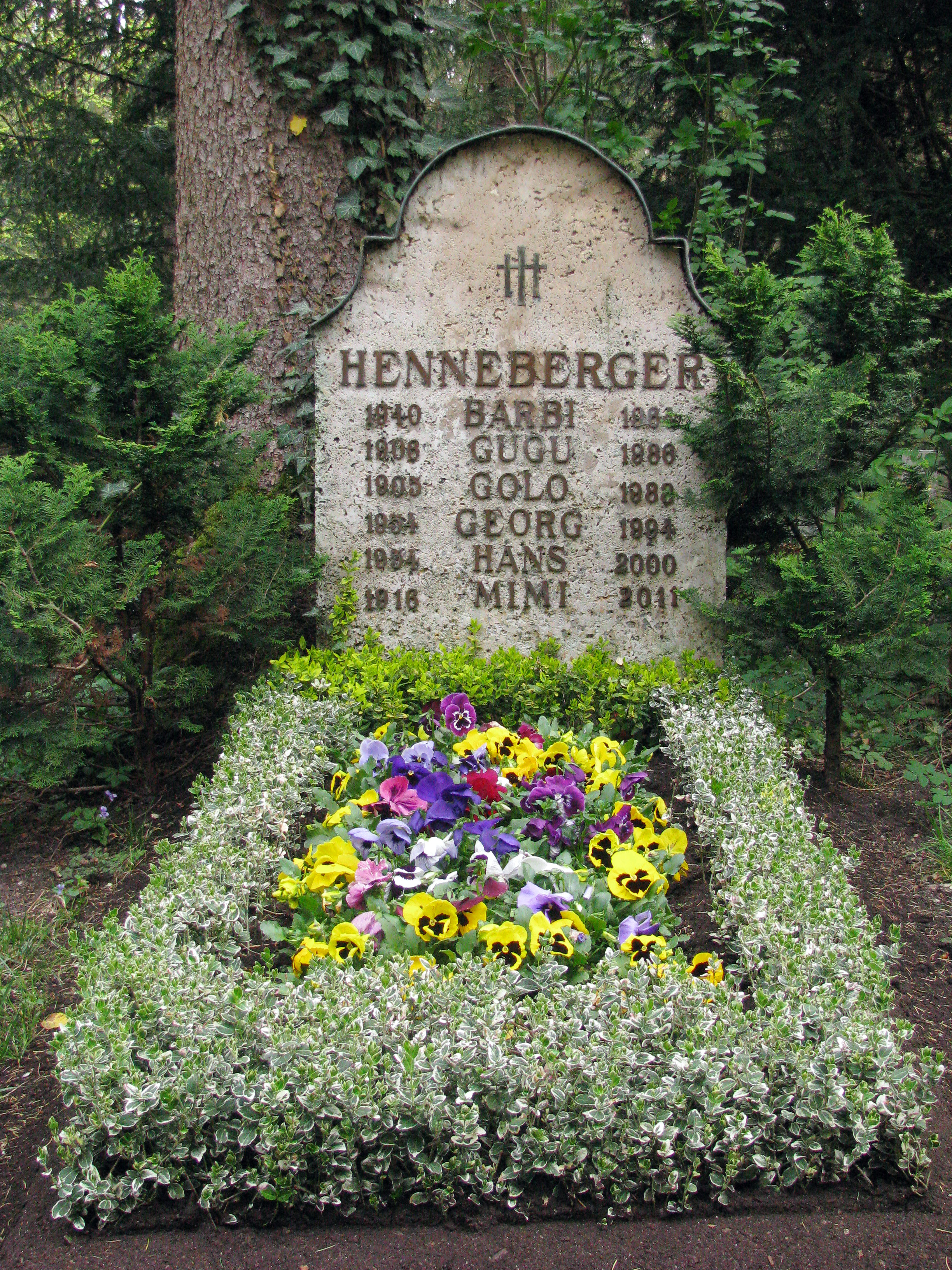
La tomba di Barbara Henneberger e della sua famiglia al cimitero Waldfriedhof (Monaco di Baviera)

Alla sua memoria è stato dedicato il trofeo Barbara Henneberger Memorial, disputato a Sugar Bowl nel 1964 e a Oberstaufen dal 1966